# Буск
Буск (укр. Буськ) — город в Золочевском районе Львовской области Украины. Административный центр Бусской городской общины.

## Географическое положение
Город находится на реке Западный Буг в 51 км на северо-восток от Львова.

## История
На территории древнерусского городища в Буске археологами было обнаружено жильё и вещи носителей культуры линейно-ленточной керамики (середина 5-го тыс. до н. э.) и славянские древности, датируемые VIII—IX веками.
Следы городища относятся ко времени правления славянского вождя Божа. Возможно, Буск как город существовал уже в VIII веке и был центром племенного союза бужан, которые жили на берегах реки Западный Буг.
Первое упоминание о городе, как о уже существовавшем, (Бужск, Бужеск, Буськ Божьский) в летописи «Повесть временных лет» датируется 1097 годом. С этого времени и до конца XII века город находился в руках разных хозяев. Князь Давид Игоревич, лишённый владимирского стола, перебрался в Буск и сделал его своей столицей.
В XIII веке хорошо укреплённый город-крепость Буск сыграл роль форпоста на границе Волынского, а со временем и Галицко-Волынского княжеств. В 1241 году был сожжён во время монголо-татарского нашествия.
Во второй половине XIV века город, как и вся Галицкая земля, оказался под властью Польши. В начале XV века он стал важным торговым и ремесленным центром. Уже в 1411 году Буск одним из первых в Галиции получил магдебургское право. Неотъемлемым атрибутом городского самоуправления стал герб города, на котором изображен «бузько» (аист). Эта птица была популярной и потому начала символизировать край.
Будучи размещённым неподалёку от Чёрного шляха, по которому крымские татары осуществляли грабительские нападения на Украину, Буск начал расти как оборонительный центр уже с первой половины XV века. Удобное расположение в значительной мере оказывало содействие быстрому его возрождению. В 1539—1641 годах появилось первое бумажное производство, на бумаге которой была напечатана «Острожская Библия» (1581 года, печатник Иван Фёдоров). В начале XVII века Буск был одним из наибольших городов Русского воеводства Королевства Польского. Большое количество рек, рвов, перекопов, болотистых низин осложняли соединение между отдельными частями города и в то же время предавали неповторимый облик Буску, который начали называть «галицкой Венецией». Религиозно-культурному возрождению оказывало содействие Буское Николаевское братство, которое выступало против ограничений польских феодалов.
В первого раздела Польши в 1772 году Буск оказался под властью Австрии. В 1746 году уже действовал цех скотобойщиков и был основан цех ткачей. В следующем столетии — цеха: скорняжный, портняжный, пивоваренный. С конца XVIII века город переходит в разряд второстепенных провинциальных местечек. Из-за исторических и экономических процессов Буск очутился на обочине индустриального развития, потому не поднялся выше уровня малого города.

### 1919—1939
После распада Австро-Венгерской империи в 1918 году, с 1919 по 1939 год Буск находился в Тарнопольском воеводстве Польской Республики.
1 сентября 1939 года началась германо-польская война 1939 года, в стране было введено военное положение.

### 1939—1991
17 сентября 1939 года части РККА перешли границу Польши, 27 октября 1939 года здесь была установлена советская власть.. C 14 ноября 1939 года в составе Украинской ССР.
В 1940 году получил статус города.
22 июня 1941 года началась Великая Отечественная война. Город оказался в зоне боевых действий, а 30 июня — 1 июля 1941 года — был оккупирован наступавшими немецкими войсками.
18 июля 1944 года советские войска 1-го Украинского фронта освободили Буск в ходе Львовско-Сандомирской наступательной операции 13.07—29.08.1944; в освобождении участвовали соединения 3-й гвардейской танковой армии (генерал-полковник танковых войск Рыбалко, Павел Семенович) — 71-й мехбригады (полковник Кочетов, Александр Демьянович) и 1507-го самоходного артиллерийского полка (майор Дрогунов, Владимир Иванович) 9-го гвардейского мехкорпуса (генерал-лейтенант т/в Сухов, Иван Прокофьевич) и 8-й воздушной армии (генерал-полковник авиации Хрюкин, Тимофей Тимофеевич) — 5-го гвардейского штурмового авиакорпуса (генерал-майор авиации Каманин, Николай Петрович) в составе 264-й штурмовой авиадивизии (полковник Клобуков, Евгений Васильевич), 331-й истребительной авиадивизии (полковник Семененко, Иван Андреевич); 244-й бомбардировочной авиадивизии (полковник Недосекин, Павел Владимирович) 2-го гвардейского бомбардировочного авиакорпуса (генерал-майор авиации Полбин, Иван Семёнович).
Войскам, участвовавшим в прорыве обороны противника на львовском направлении, в ходе которого были освобождены Буск и другие города, приказом Верховного Главнокомандующего И. В. Сталина в ознаменование одержанной победы от 18 июля 1944 года объявлена благодарность и в Москве дан салют 20-ю артиллерийскими залпами из 224 орудий.
Началось восстановление разрушенного города. В послевоенные годы административный статус Буска как районного центра оказывал содействие (хотя и незначительное) его развития. В 1963 году Бусский район был ликвидирован, в конце 1966 года — восстановлен.
В 1968 году численность населения составляла 6,1 тыс. человек, здесь действовали предприятия пищевой промышленности (маслодельный и пивоваренный заводы) и производство стройматериалов.
В январе 1989 года численность населения составляла 8404 человек, основой экономики являлась пищевая промышленность.

### В независимой Украине
В 2008 году под руководством П. Довганя на раскопках древнего Бужска были найдены берестяная грамота XII и свёрток бересты X века.

## Население
По данным переписи 2001 года, украинцы составляли 98,14 % населения Буска, русские — 1,17 %.

### Языковой состав
Родной язык населения по данным переписи 2001 года:
| Язык       | Численность, чел. | Доля     |
| ---------- | ----------------- | -------- |
| Украинский | 8 475             | 98,78 %  |
| Другое     | 105               | 1,22 %   |
| Итого      | 8 580             | 100,00 % |

Украинский язык является основным и единственным официальным языком города.

## Транспорт
Находится на шоссе Киев — Львов, возле железнодорожной станции Красное Львовской железной дороги.

## Достопримечательности
- Дворец графа Бадени, XIX в.
- Онуфриевская церковь и колокольня, образцы галицкой народной архитектуры.
- Костел Святого Станислава (1705)
- Деревянная церковь Святой Параскевы, построенная в 1708 году и расписанная живописцами Леонтовичем (1889) и Серским (1890). Реставрировалась в 1983 году.

В окрестностях Буска находятся Олесский и Подгорецкий замки, а также древнерусское городище Плеснеск.
- Церковь Святого Онуфрия (1752)
- Церковь Святой Параскевы (1708)
- Усадьба графа Бадени
- Церковь Святого Николая
- Синагога
- Костел Святого Станислава

- Парк имени Франко в Буске, памятник садово-паркового искусства конца XVII века. На территории парка находится древнерусское городище Бужеск; по парку протекает Западный Буг, в который на территории парка впадает река Полтва.
- Заброшенное еврейское кладбище, пойма реки Солотвины и деревянная церковь Святой Параскевы

## Средства массовой информации
- Газета «Воля народа»
- Буское районное радиовещание
- Недельная межрайонная газета «Вести края»
- Буський медіа-портал інформаційних новин